# Naganishia albidosimilis
Naganishia albidosimilis è una specie di fungo della famiglia delle Filobasidiaceae. Attualmente è nota solo allo stato di lievito, isolato dal suolo dell'Antartide.
Quando impiattato in agar, N. albidosimilis produce colonie mucosoidi di un bianco brillante. Quando coltivato in mezzi liquidi, il lievito non riesce a crescere, a meno che il mezzo non venga costantemente agitato. Questa specie è considerata mesofila, con una temperatura di crescita ottimale che si assesta a 25°C. Le cellule sono ovoidali e producono una capsula. Naganishia albidosimilis si riproduce per gemmazione e non risulta una riproduzione sessuata di alcun tipo. Quando sono mature, le cellule misurano tra i 4.9 µm e i 6.6 µm. Naganishia albidosimilis può utilizzare L-arabinosio, cellobiosio, citrato a pH 6,0, etanolo, D-glucitolo, gluconato a pH 5,8, glucuronato a pH 5.5, mio-inositolo, lattosio, maltosio, mannitolo, melezitosio, α-metilglucoside, L-ramnosio, salicina, amido solubile, succinato a pH 5,5, saccarosio e xilosio come uniche fonti di carbonio. Naganishia albidosimilis può anche utilizzare L-lisina, nitrato e cadaverina come uniche fonti di azoto. Questa specie non può fermentare. Naganishia albidosimilis è DBB positivo e produce amilosio.